# Luis Rubiales
Luis Manuel Rubiales Béjar (ur. 23 sierpnia 1977 w Las Palmas de Gran Canaria) – hiszpański piłkarz grający na pozycji pomocnika, działacz piłkarski, w latach 2018–2023 prezes Hiszpańskiego Związku Piłki Nożnej, z wykształcenia prawnik.

## Kariera piłkarska

### Początki
Urodził się na Gran Canarii, ale kilka miesięcy po jego narodzinach rodzina Rubialesów przeprowadziła się do Motrilu w Andaluzji. W 1991 r. Rubiales rozpoczął treningi piłkarskie w CF Motril, w którym grał do 1994 r. W latach 1994–1996 występował w juniorach CF Valencia. W 1996 r. został powołany do reprezentacji Hiszpanii U-18.

### Profesjonalna kariera
W 1996 r. przeniósł się do występującego w Tercera División CP Amorós, drużyny rezerw Atlético Madryt, w którym grał do 1997 r. Wkrótce doznał urazu mięśnia prostego uda lewej nogi, operował do dr Pedro Guillén. Następnie przeniósł się występującego w Segunda División B CF Guadix, jednak po czterech rozegranych meczach ligowych doznał nawrotu kontuzji, w wyniku której wymagał 3-miesięcznej rehabilitacji. Został zwolniony z klubu, po czym przeniósł się do występującego w Tercera División Granada 74, jednak w sezonie 1998/99 wrócił do występującego w tej samej lidze CF Guadix, z którym awansował do Segunda División B. Następnie reprezentował barwy: RCD Mallorki B w Segunda División B w sezonie 1999/2000 (trenerem był Juan Ramón López) oraz zespoły Segunda División, UE Lleida w sezonie 2000/01 i CD Xerez w latach 2001–2003, w którym trenerem był jeden z idoli Rubialesa z dzieciństwa, Bernd Schuster, a po sezonie 2002/03 opuścił klub z powodu zaległości finansowych wobec niego. Następnie został zawodnikiem UD Levante, z którym pod wodzą trenera Manuela Preciado w sezonie 2003/04 uzyskuje po 40 latach awans do Primera División, po czym Manuel Preciado zostaje zastąpiony przez Bernda Schustera, który trenował Rubialesa w CD Xerez. Debiut w Primera División zaliczył 29 sierpnia 2004 w zremisowanym 1:1 meczu wyjazdowym z Realem Sociedad. Jednak UD Levante po zajęciu 18. miejsca w sezonie 2004/05 spada do Segunda División, jednak w sezonie 2005/06 ponownie awansuje po Primera División, po czym klub przedłuża z Rubialesem kontrakt o kolejne trzy lata, pomimo jego kontuzji lewego kolana. W sezonie 2007/08 został kapitanem klubu, który przechodził wówczas kryzys finansowy i wówczas Rubiales nakłonił klubowych kolegów do protestów poza boiskiem, a także nawiązał kontakty z Hiszpańskim Związkiem Piłkarzy (AFE) oraz innymi klubami. Po sezonie 2007/08 opuścił Levante UD i przeniósł się do występującego w Segunda División Alicante CF, który wkrótce również zmagał się z problemami finansowymi, w wyniku których niemal całą rundę wiosenną sezonu 2008/09 spędził na ławce rezerwowych. Następnie przeniósł się do występującego w Scottish Premier League Hamilton Academical, jednak po rozegraniu czterech meczów ligowych, w których w dwóch z nich został wybrany najlepszym zawodnikiem meczu, zakończył karierę piłkarską.

## Sukcesy
CF Guadix
- Awans do Segunda División B: 1999

UD Levante
- Awans do Primera División: 2004, 2006

## Kariera działacza
Jeszcze w trakcie kariery piłkarskiej ukończył prawo na Universidad CEU Cardenal Herrera w Elche (członek Izby Adwokackiej w Madrycie) oraz studia zarządzania sportem na Universidad Camilo José Cela w Villanueva de la Cañada.

### Hiszpański Związek Piłkarzy
Luis Rubiales po zakończeniu kariery piłkarskiej rozpoczął pracę w Hiszpańskim Związku Piłkarzy, którego 9 marca 2010 został prezydentem, zastępując tym samym Gerardo Gonzáleza Movillę, który sprawował tę funkcję od 1988 r. oraz wycofał swoją kandydaturę w marcu 2010 r. Hiszpański Związek Piłkarzy pod wodzą Rubialesa zaczął domagać się próby rozwiązania problemów ekonomicznych, z którymi borykało się wielu piłkarzy.
Już kilku dni po objęciu funkcji zapowiedział strajki oraz próbę wpłynięcia na rozegranie El Clásico (mecz pomiędzy Realem Madryt a FC Barceloną). Na początku sezonu 2011/12 zwołał pierwszy od 27 lat strajk piłkarzy z Primera i Segunda División, żądając podpisania układu zbiorowego tworzącego fundusz gwarantujący wypłatę wynagrodzeń piłkarzom i nakładającego sankcje na kluby które nie wywiązały się z zobowiązań finansowych.
W sezonie 2015/16 kontynuował swoją pracę, po czym Liga Nacional de Fútbol Profesional (LFP) zwróciła się do Sądu Krajowego o zawieszenie strajku uznając go za nielegalny. Ostatecznie osiągnięto porozumienie, na mocy którego 0,5% rocznych dochodów z praw telewizyjnych będzie przekazywane Hiszpańskiemu Związkowi Piłkarzy w celu wykorzystania na cele związane z poprawą warunków pracy piłkarzy i promocją ich zatrudnienia po zakończeniu działalności zawodowej w piłce nożnej. W maju 2016 r. otrzymał nagrodę honorową Golsmedia za pracę na rzecz obrony grupy zawodowych i półprofesjonalnych piłkarzy, gwarantującą im prawa pracownicze, ekonomiczne, szkoleniowe i socjalne.
Po zgromadzeniu Hiszpańskiego Związku Piłkarzy w Walencji 26 czerwca 2016 ogłosił plany dotyczące zaległych środków finansowych:
- plan oszczędzania na koniec kariery, umożliwiający piłkarzom dostęp do tych funduszy po przejściu na emeryturę
- plan oszczędnościowy na wypadek sytuacji nadzwyczajnych
- plan oszczędnościowy wdrożenie szeregu usług, które skupiałyby się w tzw. „Domku Piłkarza”, takich jak przychodnia medyczna, laboratorium badań mięśni oraz skupiska, aby zawodnicy bez drużyny mogli trenować i regenerować się po kontuzjach[5]

W czerwcu 2016 r. zaproponowano związkowi włączenie do stowarzyszenia również piłkarski, na co związek wyraził zgodę, po czym utworzono w związku Komitet Piłki Nożnej Kobiet.
Był także od 2010 r. członkiem zarządu Consejo Superior de Deportes (CSD) oraz RFEF, od 2011 r. członkiem zarządu ds. dialogu społecznego w ACES Europe w Brukseli, od 2012 r. członkiem Komitetu Strategicznego Zawodowej Piłki Nożnej UEFA w Nyonie, od 2013 r. wiceprezesem Komitetu Wykonawczego FIFPro oraz od 2010 r. członkiem, a w latach 2014–2017 prezesem Wzajemnego Towarzystwa Zawodowych Sportowców (MDP).

### Hiszpański Związek Piłki Nożnej
Podczas zgromadzenia RFEF w La Ciudad del Fútbol w Las Rozas de Madrid został wybrany prezydentem związku, wygrywając w wyborach z tymczasowym prezydentem Juanem Luisem Larreim 80:56 (1 głos wstrzymany). W swoim przemówieniu zapewniał o jedności związku oraz wysiłkach na rzecz amatorskiej piłki nożnej oraz włączeniu kobiet na stanowiska kierownicze w strukturach piłkarskich. 13 czerwca 2018, na dwa przed pierwszym meczem reprezentacji Hiszpanii na mistrzostwach świata 2018 w Rosji, nagle zwolnił selekcjonera Julena Lopeteguiego po ogłoszeniu o podpisaniu przez niego kontraktu z Realem Madryt. Rubiales poinformował, że kluczowy wpływ na jego decyzję miał sposób ogłoszenia klubu o podpisaniu kontraktu z trenerem, poprosił klub o poczekanie z ogłoszeniem, jednak chwilę później władze Realu Madryt ogłosiły tę wiadomość. Julen Lopetegui zaledwie 20 dni wcześniej przedłużył kontrakt z RFEF do 2020 r.. 7 lutego 2019 został członkiem Komitetu Wykonawczego UEFA, natomiast 29 maja 2019 prezydent UEFA Aleksander Čeferin mianował go wiceprezydentem związku. 21 września 2020, 95 głosami (przy 10 głosach wstrzymujących) ponownie został wybrany prezesem RFEF, na kadencję 2020–2024. 10 września 2023 poinformował o swojej rezygnacji z zajmowanych stanowisk w RFEF i UEFA.

## Życie prywatne
Był żonaty z Manuelą Delicado Vegą, z którą ma trzy córki: Lucíę, Anę i Elenę.

## Kontrowersje

### Środki finansowe RFEF
W 2020 r. były dyrektor Gabinetu Prezydenta RFEF, a prywatnie stryj Rubialesa, Juan Rubiales ujawnił, iż w jego prywatnym domku w Salobreña w prowincji Grenada odbywały się prywatne przyjęcia i orgie z udziałem młodych dziewcząt, finansowane z kart firmowych RFEF. Według niego bratanek miał także w 2018 r. ze środków finansowych RFEF opłacić wyjazd do Nowego Jorku z meksykańskim malarzem oraz wynajęcie tam domu. Zarzuty wzbudziły kontrowersje oraz zainteresowanie ze strony Prokuratury Antykorupcyjnej i innych podmiotów, które wszczęły śledztwo w tej sprawie.

### Supercopa Files
18 kwietnia 2022 hiszpańska e-gazeta El Confidencial opublikowały dokumenty i nagrania z rozmowy, nazwane przez nich Supercopa Files, na których Rubiales z zawodnikiem FC Barcelony Gerardem Piqué negocjuje prowizję dla zawodników 24 000 000 euro w związku z rozegraniem Superpucharu Hiszpanii w Arabii Saudyjskiej, a jednym z warunków miał być udział FC Barcelony i Realu Madryt wśród czterech klubów, co wzbudziło kontrowersje w Hiszpanii.

### Mistrzostwa świata kobiet 2023
20 sierpnia 2023, podczas ceremonii wręczenia medali, po zwycięstwie kobiecej reprezentacji Hiszpanii 1:0 z reprezentacją Anglii w finale mistrzostw świata 2023 na Stadium Australia w Sydney, pocałował w ustał pomocniczkę zwycięskiej drużyny, Jennifer Hermoso, w związku z czym oburzona zawodniczka zgłosiła do prokuratury sprawę w związku z molestowaniem seksualnym, przymusem oraz napaścią na tle seksualnym, wywołało to oburzenie w Hiszpanii, natomiast prokuratura złożyła pozew przeciwko Rubialesowi do Sądu Krajowego w Madrycie. Po rezygnacji Jennifer Hermoso z gry w drużynie La Roja, wyrażając swój sprzeciw i potępienie dla zachowań naruszających godność kobiet zrezygnowały także inne zawodniczki, a Rubiales został zawieszony przez FIFA na 90 dni, wszczęto wobec niego postępowanie dyscyplinarne oraz zakazano kontaktów z Jennifer Hermoso.
W związku z aferą wokół siebie, 10 września 2023 poinformował o rezygnacji z zajmowanych stanowisk w RFEF i UEFA. 30 października 2023 Komisja Dyscyplinarna FIFA zdyskwalifikowała go na trzy lata z pełnienia jakichkolwiek funkcji w piłce nożnej. 20 lutego 2025 przez hiszpański Sąd Najwyższy został uznany winnym napaści seksualnej na Jennifer Hermoso i skazany na grzywnę w wysokości 10 tys. euro., roczny zakaz zbliżania się do Hermoso na odległość mniejszą niż 200 metrów i zakaz komunikowania się z nią.